# Paropsisterna cloelia
Paropsisterna cloelia es una especie de escarabajo del género Paropsisterna, familia Chrysomelidae. Fue descrita científicamente por Stål en 1860.
Habita en Australia.